# Carolina Challenge Cup 2014
La Carolina Challenge Cup 2014 fue la 11.ª edición de la competición amistosa de pretemporada de fútbol. Se inició el 22 de febrero y finalizó el 1 de marzo.
D.C. United ganó por cuarta ocasión el torneo.

## Posiciones
| Equipo             | PJ | PG | PE | PP | GF | GC | Dif. | Pts. |
| ------------------ | -- | -- | -- | -- | -- | -- | ---- | ---- |
| D.C. United        | 3  | 1  | 2  | 0  | 5  | 3  | +2   | 5    |
| Seattle Sounders   | 3  | 1  | 2  | 0  | 5  | 4  | +1   | 5    |
| Houston Dynamo     | 3  | 1  | 1  | 1  | 3  | 3  | 0    | 4    |
| Charleston Battery | 3  | 0  | 1  | 2  | 2  | 5  | -3   | 1    |

PTS Puntos, PJ. Partidos jugados, G. Ganados, E. Empatados, P. Perdidos, Pts. Puntos, GF. Goles a favor, GC. Goles en contra, DF. Diferencia de gol

### Resultados
| 1; 22 de febrero de 2014 | Houston Dynamo | 0:2 (0:1) | D.C. United                   | Blackbaud Stadium, Charleston, Carolina del Sur |                                |
|                          |                | Reporte   | Horst 21' (a.g.) · Seaton 88' | Asistencia: 5.175 espectadores                  | Asistencia: 5.175 espectadores |

| 2; 22 de febrero de 2014 | Charleston Battery | 1:2 (1:1) | Seattle Sounders       | Blackbaud Stadium, Charleston, Carolina del Sur |                                |
|                          | Falvey 28'         | Reporte   | Alonso 25' · Evans 89' | Asistencia: 5.175 espectadores                  | Asistencia: 5.175 espectadores |

| 3; 26 de febrero de 2014 | Seattle Sounders | 1:1 (1:1) | Houston Dynamo | Blackbaud Stadium, Charleston, Carolina del Sur |  |
|                          | Martins 44'      | Reporte   | Davis 14'      |                                                 |  |

| 4; 26 de febrero de 2014 | Charleston Battery | 1:1 (0:0) | D.C. United | Blackbaud Stadium, Charleston, Carolina del Sur |  |
|                          | Ruggles 90'        | Reporte   | Silva 72'   |                                                 |  |

| 5; 1 de marzo de 2014 | D.C. United                | 2:2 (1:1) | Seattle Sounders       | Blackbaud Stadium, Charleston, Carolina del Sur |  |
|                       | Espíndola 8' · Kitchen 53' | Reporte   | Cooper 25' · Pappa 63' |                                                 |  |

| 6; 1 de marzo de 2014 | Charleston Battery | 0:2 (0:0) | Houston Dynamo          | Blackbaud Stadium, Charleston, Carolina del Sur |  |
|                       |                    | Reporte   | Cascio 53' · Barnes 63' |                                                 |  |